# Melittia snowii
Melittia snowii là một loài bướm đêm thuộc họ Sesiidae. Nó được tìm thấy ở Bắc Mỹ, bao gồm Arizona.
Sải cánh dài khoảng 23 mm.
Ấu trùng ăn Cucurbita foetidissima.